# Kalah
Kalah ili Kalhu (asirski: Kalhu; hebrejski: kalah) bio je značajan grad u središnjem dijelu Asirije, te njezina prijestolnica od vlasti Ašurnasirpala II.

## Smještaj
Kalah je zauzimao strateški položaj s gospodarskog i vojnog stajališta.Grad se nalazi uz istočnu obalu Tigrisa, tek nešto sjevernije od mjesta gdje u njega utječe rijeka Gornji Zab. U vojnom smislu, to je značilo da je Kalah bio zaštićen sa svih strana, osim sa sjevera. U gospodarskom smislu, grad se nalazio u samom srcu središnje Asirije, područja izuzetno bogate poljoprivredne proizvodnje.

## Arheološka istraživanja
U arapskom se nazivlju nije nikad zaboravio spomen na ovo mjesto, te je grad uvijek nosio ime Kalah. Zapadni su arheolozi tek u 19. stoljeću znanstveno mogli dokazati da je riječ o istoimenom gradu. U početku je bilo ponešto zabune, jer je engleski arheolog Austen Henry Layard bio uvjeren da vrši iskapanja u Ninivi, no ubrzo je ispravljen, a njegovi su bogati nalazi mogli biti promatrani u ispravnom kontekstu. Istraživanja su 1950-ih i 1960-ih nastavili irački i britanski timovi, a nalazi su smješteni kako u postavku londonskog British Museuma i muzeja u Mosulu. Ipak, i dalje su na samom nalazištu vidljivi brojni asirski kameni reljefi.

## Povijest
Za razliku od ostala tri velika grada središnje Asirije (Ašur, Niniva, Arbela) u Kalahu ne postoje dokazi naseljenosti tijekom 3. i 2. tisućljeća pr. Kr. Grad postaje važno središte tek u 9. stoljeću pr. Kr., kad Ašurnasirpal II. (883. – 859. pr. Kr.) onamo premiješta svoju prijestolnicu. Ovaj je vladar zapravo u potpunosti preobrazio dotad nevažno selo u metropolu dostojnu naziva glavnog grada carstva.
Glavno božanstvo Kalaha bio je Ninurta, bog rata, a Ašurnasirpal II. dao je u njegovu čast izgraditi ogroman hram i zigurat. Usto, izgradio je i veliku palaču, tzv. sjeverozapadnu palaču, kao svoje obitavalište, te snažne zidine za obranu grada.
Ašurnasirpalove građevinske radove nastavili su i njegovi neposredni nasljednici, a Kalah je ostao upravno središte Asirije sve do 700. pr. Kr., kad središta postaju drugi gradovi i konačno Niniva. S padom Asirskog Carstva, krajem 7. stoljeća pr. Kr., i Kalah je napušten i otada ondje nije došlo do većeg naseljavanja.

## U Bibliji
Kalah se samo jednom spominje u Bibliji, u Knjizi Postanka, gdje se pripovijeda kako je Nimrud započeo svoje kraljevanje u Babiloniji, te izgradio više gradova, a među njima i Ninivu i Kalah (usp. Post 10,11-12).